# RJCカー・オブ・ザ・イヤー
RJCカー・オブ・ザ・イヤー（アール・ジェイ・シー・カー・オブ・ザ・イヤー ）は、日本における二大カー・オブ・ザ・イヤーの1つである。
第1回の授賞は1992年次（1991 - 1992年）。1980年（昭和55年）から行われる日本カー・オブ・ザ・イヤー（COTY）に対抗するものとして、三本和彦や星島浩などによって設立され、NPO法人・日本自動車研究者ジャーナリスト会議（RJC; Automotive Researchers' & Journalists' Conference of Japan、1990年〈平成2年〉4月設立）が主催している。

## 概要
COTYに選ばれた車が「偏った選考だ」という反発から始まっている。「偏り」は「選考者へのメーカーの接待漬け」ということが言われてきたが、「選考者の自動車に対する思想の違い」とも言える。COTYは自動車競技出身の自動車評論家が多く、運動性能を重視した選考が多い。一方RJCは自動車メーカーなどの技術畑出身の選考者が多く、技術や独創性を重視することが多いとされる。
過去の受賞車を比較すると、RJCでは低価格帯の乗用車・軽自動車（特にスズキ）が多く、COTYは高級車やスポーツカーが多い。例えばスズキ車はRJCで8度もイヤーカーに選ばれているが、COTYでは一度も選出されたことはない。またRJCでは軽自動車が4度イヤー・カーに選ばれた事があるが、COTYでは長らく軽自動車のカー・オブ・ザ・イヤー受賞は一度もなかった（COTYでは2014年次より「スモールモビリティ部門賞」、後に「K CAR オブ・ザ・イヤー」が設けられており、実際2016年次のRJCカー・オブ・ザ・イヤーを受賞したスズキ・アルト/スズキ・アルトラパンは同年次のCOTYスモールモビリティ部門賞も受賞している。2022年次のCOTYで日産・サクラ/三菱・eKクロスEVが軽自動車として初めて大賞を獲得）。逆にSUBARUはRJCでの受賞は少なく、2021年末時点で本賞・部門賞ともに10年以上前にそれぞれ1度しか受賞したことがないが、COTYでは直近5年間に2度本賞を受賞している。さらにRJCではミニバンが3度イヤー・カーに選ばれた事があるが、COTYでは2024年次のホンダ・フリードの受賞までミニバンのカー・オブ・ザ・イヤー受賞は一度もなかった。
一方で、同じ年のRJCとCOTYで同一部門・同一車種が選出された例もある。2012年次の日産・リーフ、2022年次の日産・ノート/ノートオーラは、同時にCOTY本賞も受賞している。本賞以外では、インポート・カー・オブ・ザ・イヤーで2011年次にVW・ポロ、2013年次にBMW・3シリーズ（F30）、2015年次にメルセデス・ベンツ Cクラス（W205）が同時期のCOTYインポート・カー・オブ・ザ・イヤーも受賞している。さらに、3シリーズ以外は同年次の日本自動車殿堂カーオブザイヤーまたはインポートカーオブザイヤーも受賞している（特に、ノート オーラに関しては同年度のRJC・COTY・日本自動車殿堂の各本賞を受賞したことで、日本のカー・オブ・ザ・イヤーでは希有となる3冠達成となった）。2007年次（2006年〈平成18年〉発表）まではRJCが先に公表していたが、COTYはRJCと異なる結果をあえて取るとしているという批判があったため、2008年次（2007年〈平成19年〉発表）からはCOTYが先行するようになった。しかし2012年次（2011年発表）以降は再びRJCが先行する形に戻っている。
なおCOTYとRJCはいずれも年末での発表となるが、年次の表記は異なる。例えば2020年末の発表の場合、COTYは「2020-2021年」、RJCは「2021年次」となる。
輸入車の扱いのスタンスも異なっている。COTYが2002年（平成14年）から輸入車を国産車と同等に扱った上でインポート・カー・オブ・ザ・イヤー（＝輸入車部門）も設けているのに対し、RJCは基本的に国産車のみが対象で、輸入車はインポート・カー・オブ・ザ・イヤーだけでの選考・表彰となる。
このほかRJCは、その年に発売された新型車に採用された画期的技術に対して贈られる『テクノロジー・オブ・ザ・イヤー』、さらに自動車業界で最も傑出した人物に贈られる『マン・オブ・ザ・イヤー』（現『パーソン・オブ・ザ・イヤー』) のカテゴリも、1991年（平成3年）の創設時から設けられている。

## 受賞車
| 年   | カー・オブ・ザ・イヤー                      | インポート・カー・オブ・ザ・イヤー      | テクノロジー・オブ・ザ・イヤー                        | パーソン・オブ･ザ・イヤー | 特別賞                                                         |
| ---- | ------------------------------------------- | --------------------------------------- | ----------------------------------------------------- | ------------------------- | -------------------------------------------------------------- |
| 1992 | マツダ・アンフィニRX-7                      | BMW・3シリーズ                          | VTEC                                                  | 山本健一                  | 本田宗一郎                                                     |
| 1993 | 日産・マーチ                                | ボルボ・850                             | INVECS                                                | 鈴木元雄                  |                                                                |
| 1994 | スズキ・ワゴンR                             | サーブ・900                             | ミラーサイクルエンジン                                | 鈴木修                    |                                                                |
| 1995 | ホンダ・オデッセイ                          | オペル・オメガ                          | INVECS-IIエンジン+スポーツモード AT                   | 豊田英二                  |                                                                |
| 1996 | トヨタ・クラウンロイヤル トヨタ・マジェスタ | メルセデス・ベンツ・Eクラス             | VSC                                                   | 梁瀬次郎                  |                                                                |
| 1997 | マツダ・デミオ                              | フォルクスワーゲン・ポロ                | GDI                                                   | 川本信彦                  |                                                                |
| 1998 | トヨタ・プリウス                            | フォルクスワーゲン・パサート            | THS（Toyota Hybrid System）                           |                           |                                                                |
| 1999 | スバル・レガシィ スバル・ランカスター       | BMW・3シリーズ                          | コモンレール直噴ディーゼルエンジン                    | 海崎洋一郎                | スバル・プレオ                                                 |
| 2000 | 日産・セドリック 日産・グロリア             | プジョー・206                           | エクストロイドCVT                                     | 新宮威一                  |                                                                |
| 2001 | ホンダ・シビックフェリオ                    | フォルクスワーゲン・ゴルフ              | NEO QG18DEエンジン                                    | 石原慎太郎                | キャデラック ナイトビジョン DHS マツダ・MPV（ミニバン）        |
| 2002 | ホンダ・フィット                            | アウディ・A4                            | THS-C+E-Four ハイブリッドパワートレイン               | 吉野浩行                  | マツダ・RX-7 R-Type                                            |
| 2003 | マツダ・アテンザ                            | シトロエン・C3                          | BMW バルブトロニック機構                              |                           | スバル・フォレスター                                           |
| 2004 | マツダ・RX-8                                | アウディ・A3                            | RENESIS ロータリーエンジン                            | ヘンリー・フォード        | フォルクスワーゲン・トゥアレグ                                 |
| 2005 | 日産・フーガ                                | アウディ・A6                            | SH-AWD                                                |                           | スバル・R2                                                     |
| 2006 | スズキ・スイフト                            | シトロエン・C4                          | 3ステージi-VTECエンジン+IMA                           | 井巻久一                  |                                                                |
| 2007 | 三菱・i                                     | メルセデス・ベンツ・E320 CDI            | 3リッター V6ターボ コモンレール直噴ディーゼルエンジン | 津田紘                    | ダイハツ・ムーヴ ダイハツ・ムーヴカスタム                      |
| 2008 | マツダ・デミオ                              | プジョー・207                           | TSIツインチャージエンジン                             |                           | マツダ・CX-7                                                   |
| 2009 | スズキ・ワゴンR                             | アウディ・A4                            | 1.4リッター TSI シングルチャージエンジン+7速DSG       |                           |                                                                |
| 2010 | ホンダ・インサイト                          | アウディ・Q5                            | i-stop                                                |                           |                                                                |
| 2011 | スズキ・スイフト                            | フォルクスワーゲン・ポロ                | 新型アイサイト                                        |                           |                                                                |
| 2012 | 日産・リーフ                                | ボルボ・V60 ボルボ・S60                 | SKYACTIV-G 1.3エンジン                                |                           |                                                                |
| 2013 | 日産・ノート                                | BMW・3シリーズ フォルクスワーゲン・up!  | スズキグリーンテクノロジー                            |                           | ハイブリッド用モーター内蔵デュアルクラッチ式トランスミッション |
| 2014 | マツダ・アテンザ                            | ボルボ・V40                             | スズキグリーンテクノロジー                            |                           |                                                                |
| 2015 | スズキ・ハスラー                            | メルセデス・ベンツ・Cクラス             | ダイレクトアダプティブステアリング                    |                           | 軽自動車特別委員会・日本（ニッポン）の軽自動車                 |
| 2016 | スズキ・アルト スズキ・アルトラパン         | BMW・MINI クラブマン                    | トヨタフューエルセルシステム                          |                           |                                                                |
| 2017 | 日産・セレナ                                | ボルボ・XC90                            | プロパイロット                                        |                           |                                                                |
| 2018 | スズキ・スイフト                            | ボルボ・V90 ボルボ・V90クロスカントリー | 新型N-BOXの軽量化技術                                 |                           | マツダ ボルボ・カー・ジャパン                                  |
| 2019 | 三菱・エクリプスクロス                      | BMW・X2                                 | e-POWER                                               |                           | ホンダ・N-VAN                                                  |
| 2020 | 日産・デイズ 三菱・eKワゴン                 | BMW・3シリーズ                          |                                                       |                           | CHAdeMO                                                        |
| 2021 | トヨタ・ヤリス トヨタ・ヤリスクロス         | BMW・2シリーズ グランクーペ             | 進化した e-POWER                                      |                           |                                                                |
| 2022 | 日産・ノート 日産・ノート オーラ            | BMW・4シリーズ                          | 進化したPHEVと車両制御技術                            |                           |                                                                |
| 2023 | 日産・サクラ 三菱・eKクロスEV               | BMW・2シリーズ アクティブツアラー       | 軽EVの電動化技術                                      |                           |                                                                |
| 2024 | 日産・セレナ                                | BMW・X1シリーズ                         | 新開発 e-POWER専用 HR14DDeエンジン                    |                           |                                                                |
| 2025 | スズキ・スイフト                            | BMW・ミニ クーパー                      | LFPブレードバッテリーとCTBボディ構造                  |                           | 三菱・トライトン                                               |

## 日本自動車研究者ジャーナリスト会議
特定非営利活動法人日本自動車研究者ジャーナリスト会議は、東京都文京区千駄木に所在する特定非営利活動法人（NPO法人）。英語名称はAutomotive Researchers' & Journalists' Conference of Japan、略称はRJC。
1991年発足。「定款によると、『自動車の性能、利便性などの評価を行い、国産車、輸入車の製造、販売、購入、使用などに関わる人たちすべてに対して、直接もしくは諸種の媒体を通じて提言を行う、また自動車の交通、安全、環境保全などの問題に対しても貢献する』」（引用）団体である。機関誌名は『Bulletin』。
公式ウェブサイトによる2019年度の組織構成は下記の通り。
- 理事会
  - 会長：神谷龍彦
  - 副会長：植木豊
  - 理事：怒谷彰久、鞍智誉章、武田隆、若槻幸治郎
- 事務局：怒谷彰久、緒方昌子、馴松忠之
- 監事：小早川隆治、川崎健二
- 選考委員会・情報委員会・研究委員会
  - 技術部会：飯塚昭三、怒谷彰久、植木豊、川崎健二、神谷龍彦、鞍智誉章、小早川隆治、小林謙一、武田隆、正岡貞雄、松浦賢、若槻幸治郎
  - 幹事：猪俣恭幸、緒方昌子、小林英世、小堀和則、馴松忠之、吉田直志

会員は下記の通り。
- 青池武
- 青木英夫
- 飯塚昭三
- 怒谷彰久
- 井口駿吾
- 猪俣恭幸
- 植木豊
- 遠藤徹
- 太田雅之
- 緒方昌子
- 大賀敏昭
- 小川麒文
- 音田稔
- 神谷龍彦
- 川崎健二
- 北岡哲子
- 鞍智誉章
- 栗山定幸
- 小早川隆治
- 小林謙一
- 小林英世
- 小林實
- 小堀和則
- 小屋勝志
- 酒井孝之
- 佐久間健
- 佐々木純也
- 下村成正
- 杉原行里
- 武田隆
- 田村大祐
- 佃義夫
- 当摩節夫
- 富田純明
- 長尾益男
- 永長隆房
- 中川和昌
- 馴松忠之
- 沼尻到
- 福田俊之
- 正岡貞雄
- 松浦賢
- 丸茂喜高
- 丸山誠
- 水島仁
- 宮内正人
- 宮本喜一
- 持田幸武
- 山岡丈夫
- 山田昇
- 山根節
- 結城多香子
- 吉田直志
- 若槻幸治郎